# ТЕС Горасал (Regent Power)
23°58′15″ пн. ш. 90°38′28″ сх. д. / 23.97083° пн. ш. 90.64111° сх. д.
ТЕС Горасал (Regent Power) – теплова електростанція, розташована за два десятки кілометрів від північно-східній околиці Дакка, яка належить компанії Regent Energy & Power Limited.
В 21 столітті на тлі стрімко зростаючого попиту у Бангладеш почався розвиток генеруючих потужностей на основі двигунів внутрішнього згоряння, які могли бути швидко змонтовані. Зокрема, в 2014-му у Горасалі почала роботу електростанція компанії Regent Power. Вона має 34 генераторні установки General Electric Jenbacher JMS 620 GS-N потужністю по 3,35 МВт. За договором із державною електроенергетичною корпорацією Bangladesh Power Development Board майданчик Regent Power має гарантувати поставку 108 МВт електроенергії.
Станція споживає природний газ, який надходить по трубопроводу Тітас – Дакка.
Видача продукції відбувається по ЛЕП, розрахованій на роботу під напругою 230 кВ.
Можливо відзначити, що поблизу від майданчику Regent Power діє багаторазово потужніша ТЕС Горасал державної компанії BPDB.